# Hemaris
Hemaris este un gen de molii din familia Sphingidae, care cuprinde aproximativ 17 specii native din zona holarctică. Patru specii sunt răspândite în America de Nord și de Sud și trei în Europa.

## Specii
- Hemaris affinis Bremer, 1861
- Hemaris aksana (Le Cerf, 1923)
- Hemaris alaiana (Rothschild & Jordan, 1903)
- Hemaris beresowskii Alpheraky, 1897
- Hemaris croatica (Esper, 1800)
- Hemaris dentata (Staudinger, 1887)
- Hemaris diffinis (Boisduval, 1836)
- Hemaris ducalis (Staudinger, 1887)
- Hemaris fuciformis (Linnaeus, 1758)
- Hemaris galunae Eitschberger, Müller & Kravchenko, 2005
- Hemaris gracilis (Grote & Robinson, 1865)
- Hemaris molli Eitschberger, Müller & Kravchenko, 2005
- Hemaris ottonis (Rothschild & Jordan, 1903)
- Hemaris radians (Walker, 1856)
- Hemaris rubra Hampson, [1893]
- Hemaris saldaitisi Eitschberger, Danner & Surholt, 1998
- Hemaris saundersii (Walker, 1856)
- Hemaris senta (Strecker, 1878)
- Hemaris staudingeri Leech, 1890
- Hemaris syra (Daniel, 1939)
- Hemaris thetis Boisduval, 1855
- Hemaris thysbe (Fabricius, 1775)
- Hemaris tityus (Linnaeus, 1758)
- Hemaris venata (Felder, 1861)

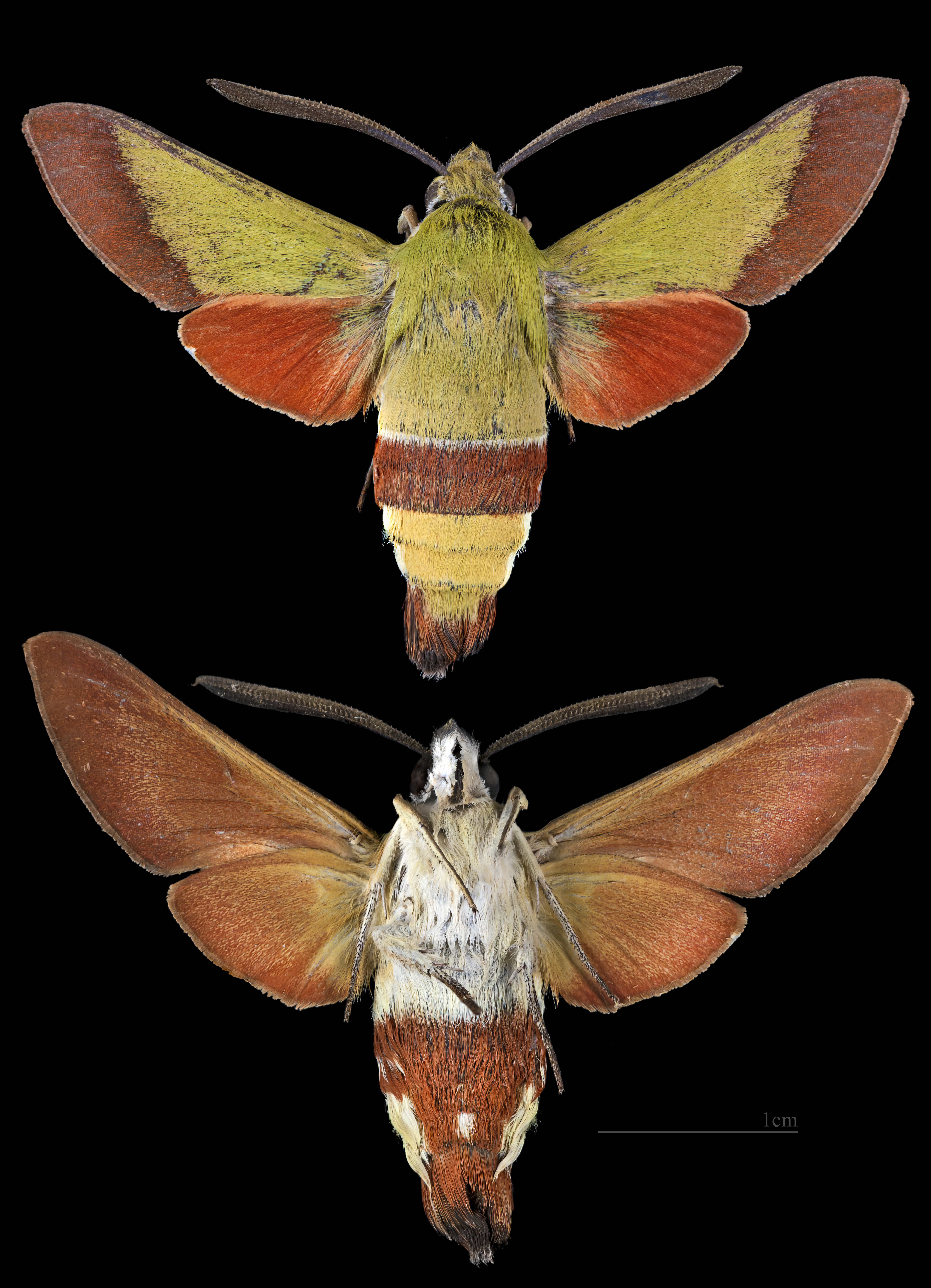
Hemaris croatica
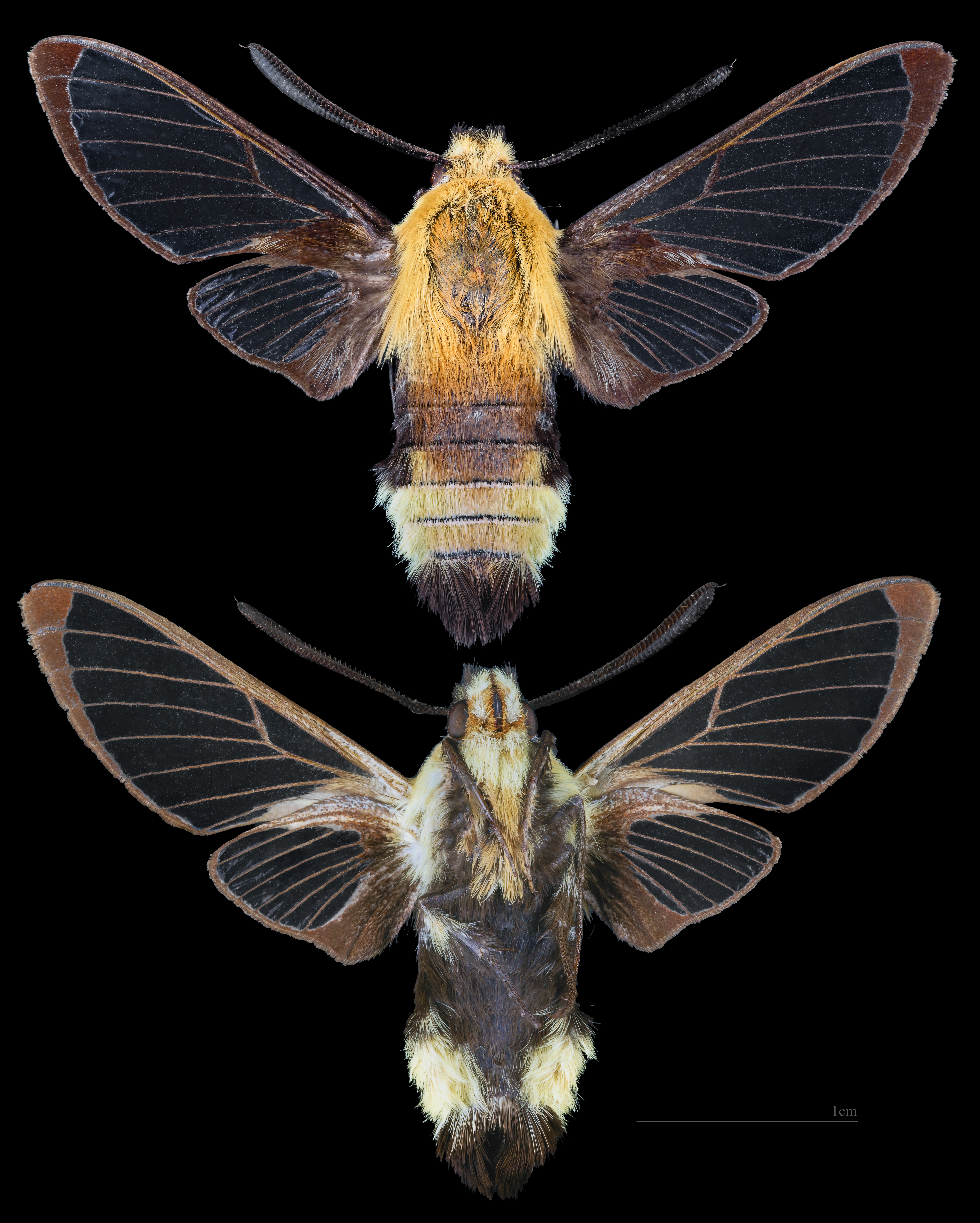
Hemaris diffinis
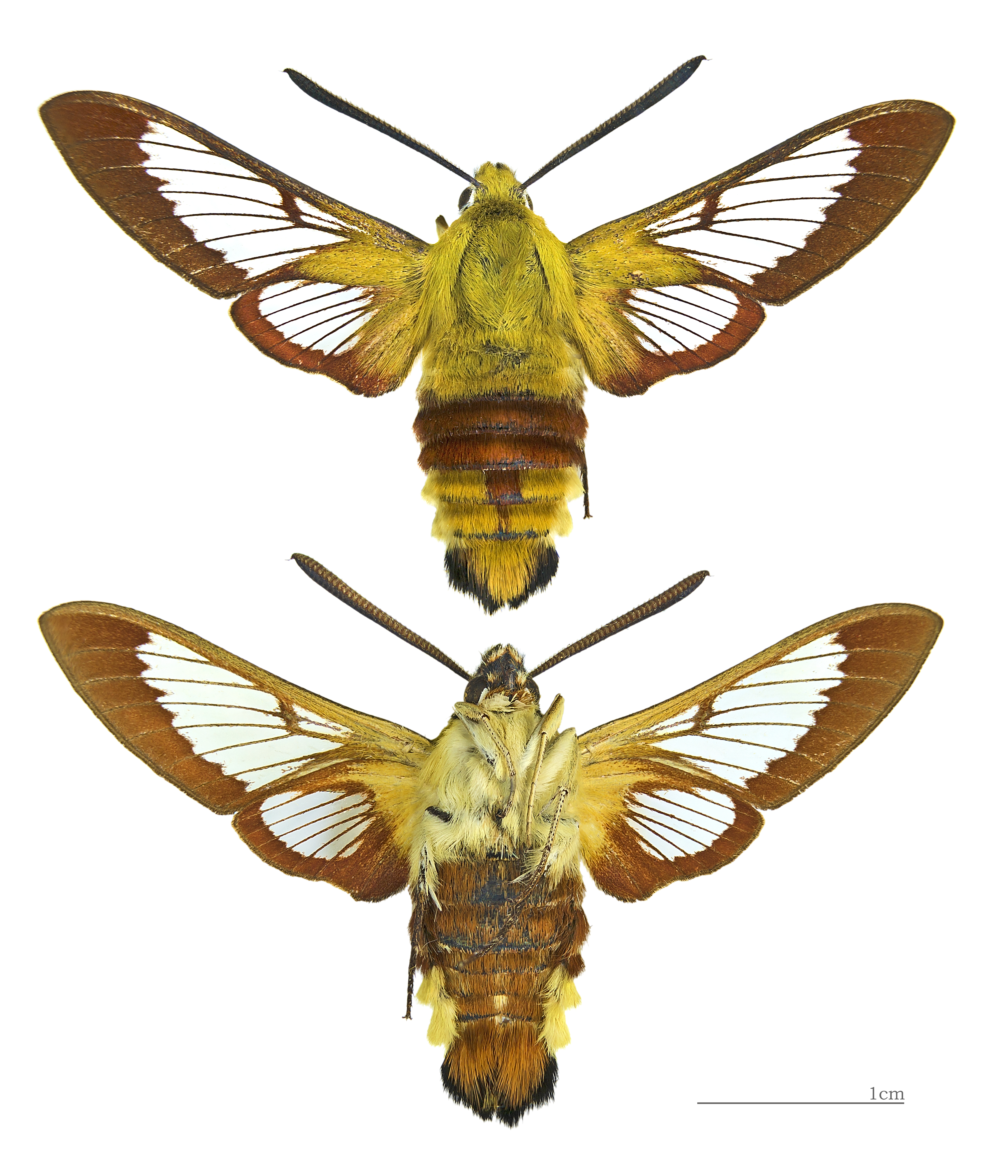
Hemaris fuciformis
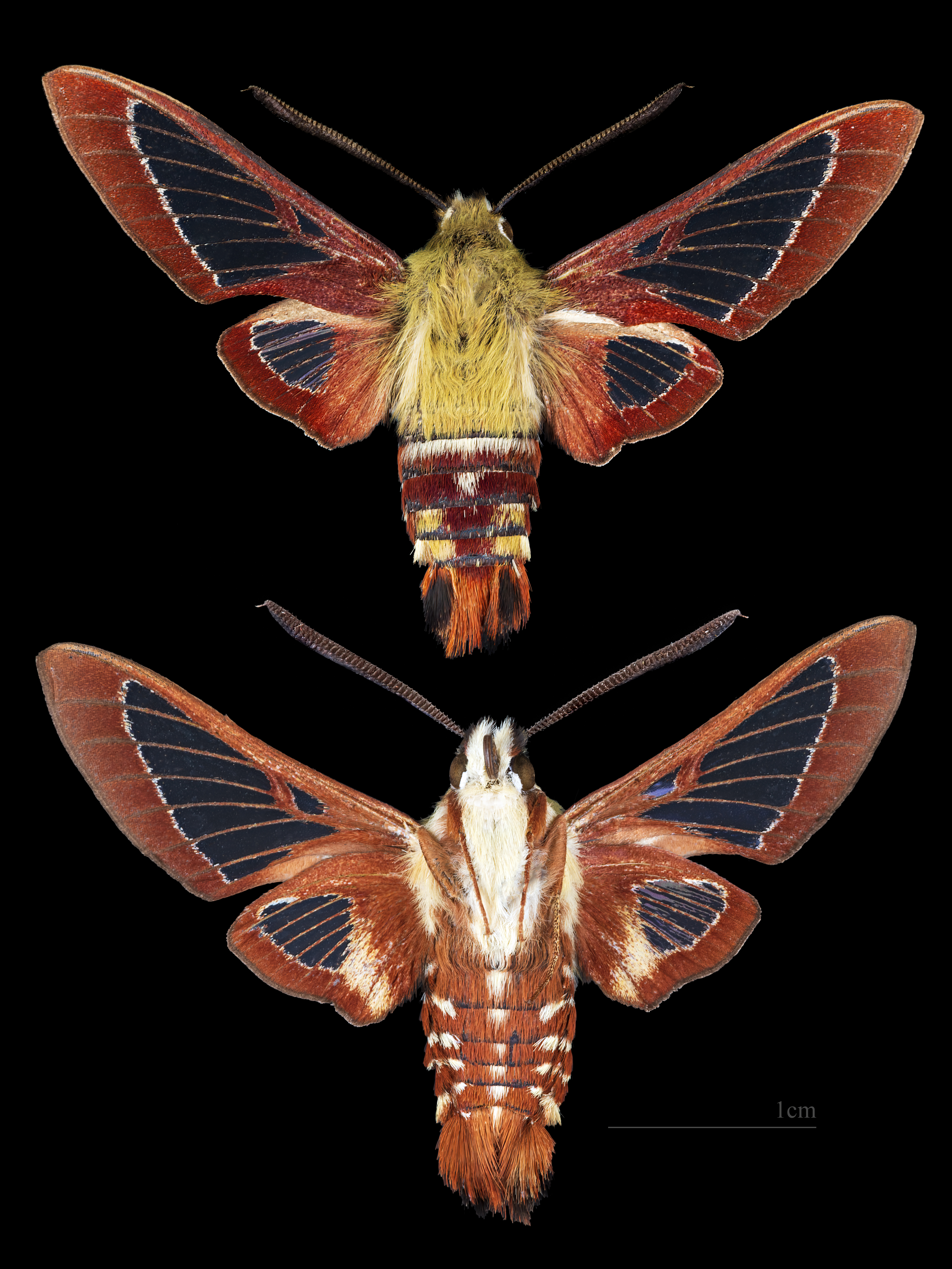
Hemaris gracilis
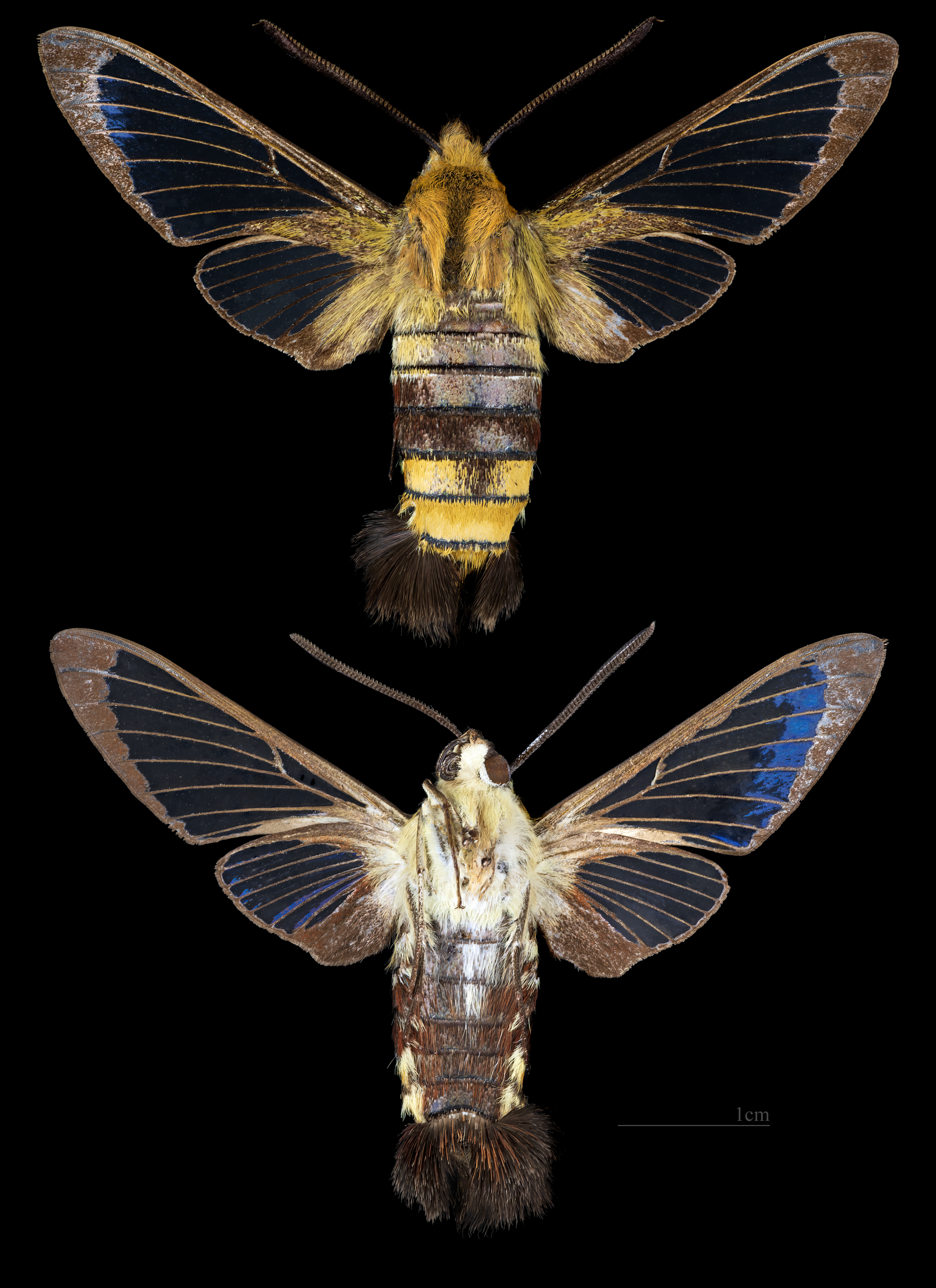
Hemaris saundersii
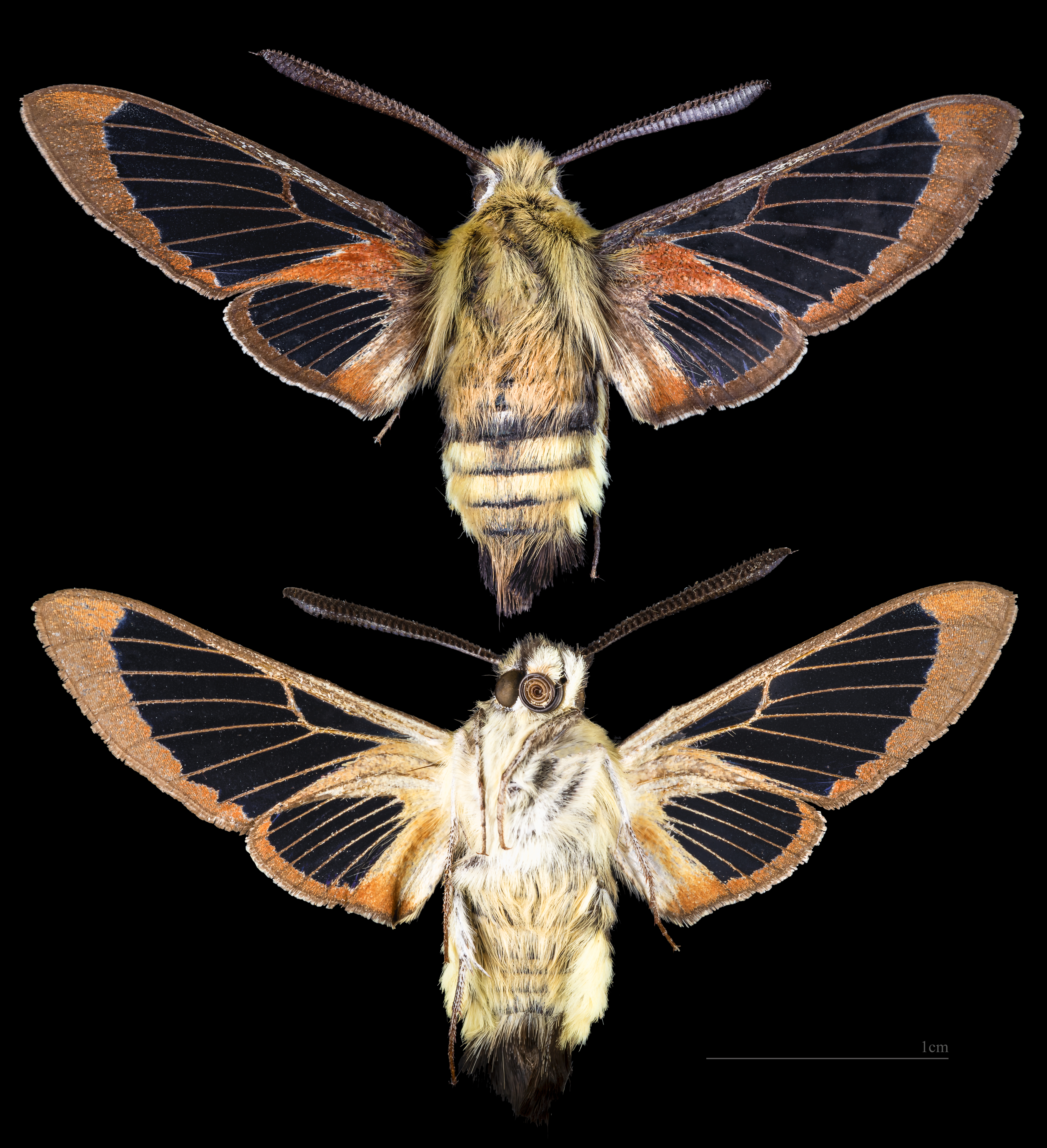
Hemaris thetis
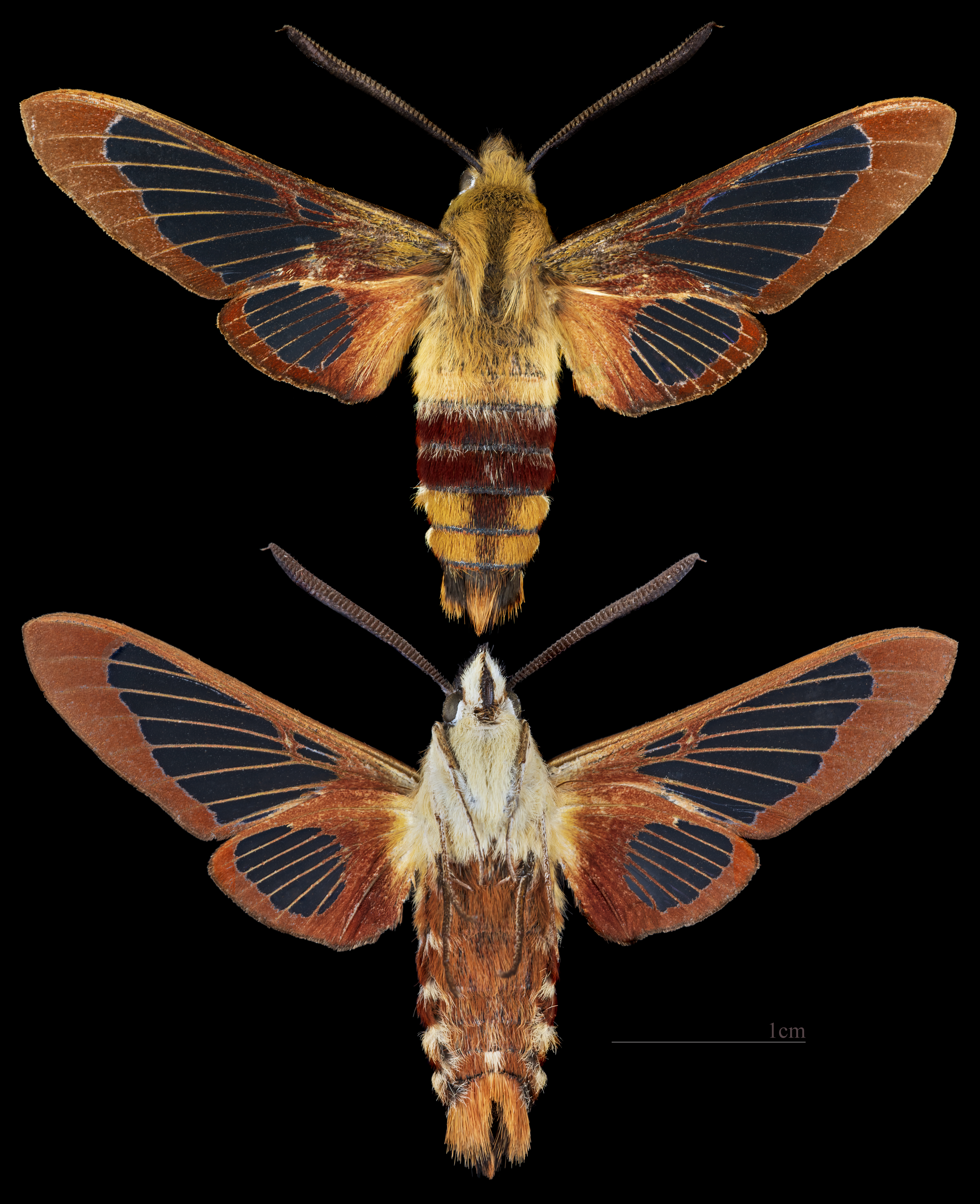
Hemaris thysbe
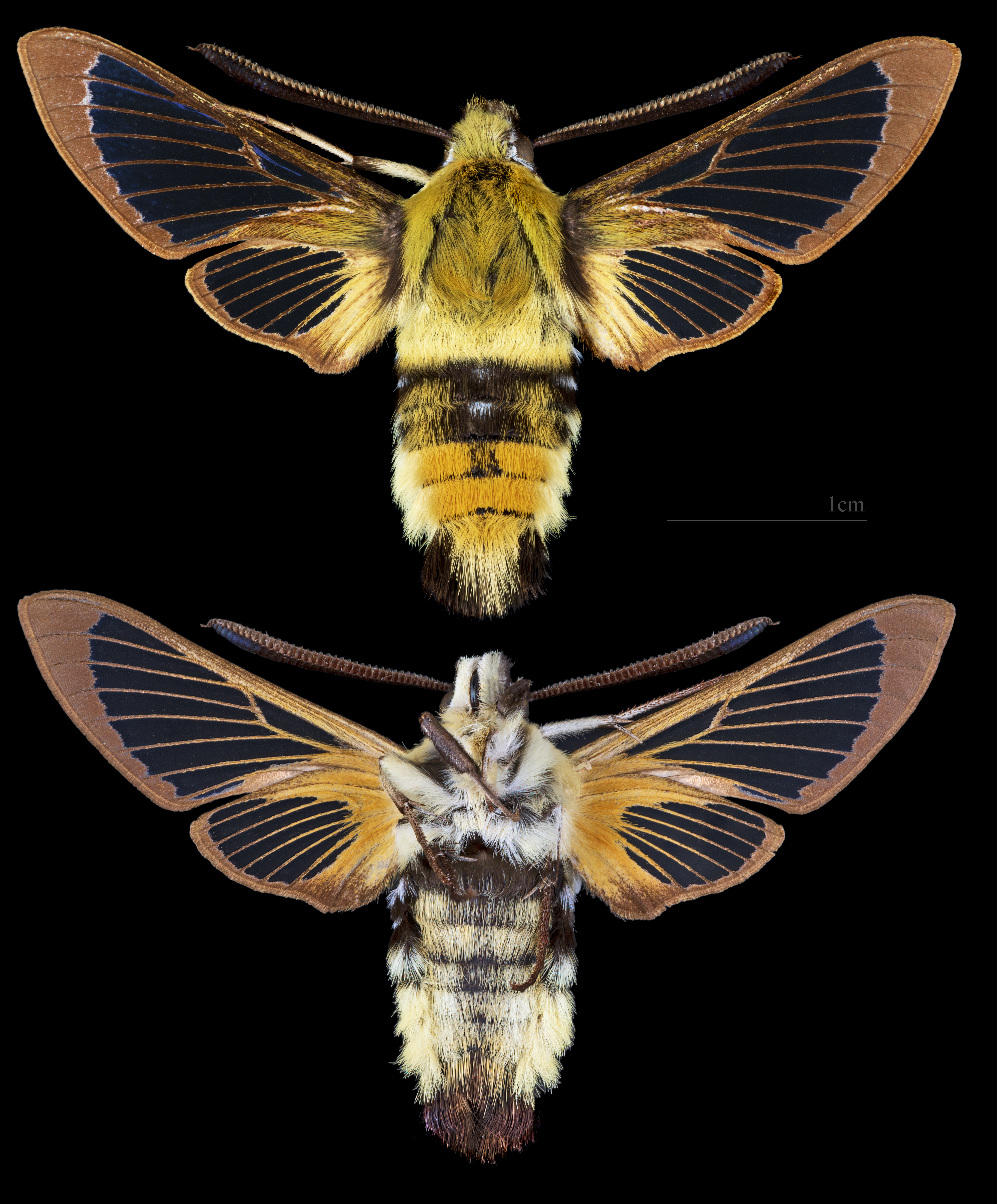
Hemaris tityus

## Galerie

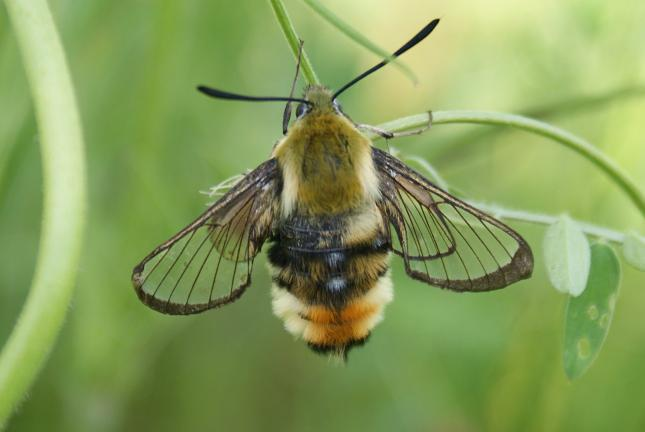
Hemaris tityus